# Bono Giamboni
Bono Giamboni (avant 1240 – vers 1292) est un écrivain italien du XIIIe siècle.

## Œuvres
- Volgarizzamento delle Historiae adversus paganos de Paul Orose
- Volgarizzamento dell Epitoma rei militaris de Végèce
- Fiore di rettorica
- Della miseria dell'uomo
- Trattato di virtù e di vizi
- Libro de' Vizi e delle Virtudi

### Traduction française
- Le Livre des vices et des vertus, présenté et traduit par Sylvain Trousselard à partir de l'édition critique de Cesare Segre, Classiques Garnier, 2013  (ISBN 978-2812410635)

## Source de la traduction
- (it) Cet article est partiellement ou en totalité issu de l’article de Wikipédia en italien intitulé « Bono Giamboni » (voir la liste des auteurs).